# 李裕 (明朝尚書)
李裕（1426年—1513年），字資德，號古澹，江西豐城縣人，明朝政治人物，景泰甲戌進士，官至吏部尚書。

## 生平
景泰五年（1454年）甲戌科進士，授監察御史。天順中，巡按陝西，并核查石彪濫報首功，與石亨交惡。之後升爲山東按察使，成化初年，升為陝西左布政使，入為順天府府尹，政績大著。進右副都御史，總督漕運兼巡撫江北諸府。成化十九年，升任右都御史，后因反對西廠，調南京都察院。考績赴都，留為工部尚書。隨後擔任吏部尚書，正德年間去世，年八十八。

## 著作
有《三朝奏议》七卷、《杂录》十卷、《东藩倡和诗》一卷、《归田训》一册等藏於家。有《史抄政事》、《略余力集》、《正家条约》、《辨誣錄》行世。